# 大正鬼譚
『大正鬼譚』（たいしょうきたん）は、QuinRoseより2013年12月19日に発売されたPlayStation Portable用恋愛アドベンチャーゲーム。2014年に続編『大正鬼譚〜言ノ葉櫻〜』が発売。

## あらすじ
大正時代、名家の令嬢・谷津瀬 琴子は、ある事件をきっかけに鬼の存在を知り、六月一日という男から鬼たちの主にならないかと持ちかけられた。
それをのんだ琴子は鬼と主が共に学ぶ『星稜院』に転入した。
学園生活を送るうちに琴子は、主に対して従順な鬼たちに対して、何も与えることがない主のあり方に疑問を抱いた。
そんなある日、"はぐれ鬼"が起こしたと思われる殺人事件が世間を騒がせていた。

## 登場人物
八津瀬 琴子（やつせ ことこ）
主人公である名家の令嬢。
千寿院 司郎（せんじゅいん しろう）
声 - 鳥海浩輔
華族の子息で、主の素質を持つ。
浅ヶ谷内 明史（あさがやち あけふみ）
声 - 関智一
司郎のいとこで、主の素質を持つ。
相馬 出流（そうま いずる）
声 - 近藤隆
水鬼という種族の鬼で、無口な性格の持ち主。
伊沢 臣（いざわ おみ）
声 - 森久保祥太郎
火鬼という種族の鬼で、幼馴染の出流とは対照的な性格の持ち主。
嶽谷 宗次（たけや そうじ）
声 - 吉野裕行
風鬼という種族の鬼。
六月一日 景一（くさか けいいち）
声 - 平川大輔
星稜院で教師を務める鬼。才能にあふれているが、横柄で秘密主義者な一面がある。
栗原 千秋（くりはら ちあき）
声 - 森川智之
星稜院の校医で、六月一日とは昔馴染み。
西嶋（にしじま）
声 - 成田剣
星稜院の院長。
桂木 桃華（かつらぎ ももか）
声 - 清水彩香
水鬼という種族の鬼で、出流のいとこ。琴子を慕い、契約したいと願い出るが、いつも断られている。
お菊（おきく）
声 - 大地葉
琴子の世話人。

## CD
- 大正鬼譚 予約特典ドラマCD